# オジロマコト
オジロ マコトは、日本の漫画家。女性。埼玉県出身。既婚。

## 人物
19歳の時に朝基まさしのもとでアシスタントをしていた後、2016年に『猫のお寺の知恩さん』がブロスコミックアワードで大賞を受賞。『カテキン』、『富士山さんは思春期』、『猫のお寺の知恩さん』などの代表作に示される通り、思春期の男子目線で描く日常系が持ち味とされる。
従来、顔出し取材についてはまったく引き受けていなかったが、テレビ番組『探偵!ナイトスクープ』（朝日放送、2020年11月6日放送分）で『君は放課後インソムニア』にまつわる依頼が取り上げられた際には、関西出身である夫から「『ナイトスクープ』からの依頼は断るな」と説得されたため、自宅兼作業場にてマスク越しではあるが初めて顔出し取材に応じた。

## 作品リスト

### 漫画作品

#### 連載
- 女王様が死んじゃった（『週刊ヤングマガジン』2005年51号 - 2006年2・3合併号、4話連載）
- カテキン（『週刊ヤングマガジン』2006年30号 - 2008年26号、全10巻）
- nude〜AV女優みひろ誕生物語〜（原案：みひろ、『月刊ヤングマガジン』2009年36号 - 2009年36号、全2巻）
- 恋人8号（『ヤングコミック』、全1巻）※成人向け作品
- 富士山さんは思春期（『漫画アクション』2012年23号 - 2016年1号、全8巻）
- 猫のお寺の知恩さん（『ビッグコミックスピリッツ』2016年24号 - 2018年45号、全9巻）
- 君は放課後インソムニア（『ビッグコミックスピリッツ』2019年25号 - 2023年38号、全14巻）
- 星野くん、したがって！（原作：ほしのディスコ、『ビッグコミックスピリッツ』2024年10号[7] - 2024年27号[8]、全1巻） - 漫画担当[7]。
- しすたれじすた（原作：岡田麿里、『ビッグコミックスピリッツ』2024年43号[9] - 連載中、既刊1巻）

#### 読切・短編
- パクパクマン（『月刊少年ジャンプ ORIGINAL』月刊少年ジャンプ特別編集9月増刊）
- パクパクマン（『月刊少年ジャンプ』2003年4月号）
- マル(食)パクリ（『週刊ヤングマガジン』2004年53号）
- 0214（『別冊ヤングマガジン』2005年8号）
- Don GRY（『週刊ヤングマガジン』2005年19号）
- O型少女（『週刊ヤングマガジン』2005年24号）
- 露出的な彼女（『週刊ヤングマガジン』2005年32号）
- おちごとチューっ（『ビジネスジャンプ』2011年4号）
- ZOO FACTORY（『週刊ヤングジャンプ』2011年6・7合併号）
- せいきまつしんどろーむ（『ヤングコミックチェリー』2013年6号）
- 私の本棚（『FEEL YOUNG』2013年10号）
- はじめての担当（ヒト）（『週刊ヤングマガジン』2015年8号）

### アンソロジー
- アイアムアヒーロー 公式アンソロジーコミック（2016年、ビッグコミックス、ISBN 4-09-187588-2）

## 師匠
- 朝基まさし